# Albert Cuntze (Jurist)
Albert Cuntze (* 11. August 1870 in Arolsen; † 14. September 1950 in Hannover) war ein deutscher Verwaltungsjurist.

## Leben
Cuntze studierte an der Eberhard Karls Universität Rechtswissenschaft. 1895 wurde er Mitglied des Corps Borussia Tübingen. Nach den Examen trat er in den preußischen Justizdienst. Er wurde 1900 Referendar in Arolsen und 1903 Regierungsreferendar in Frankfurt an der Oder. 1906 wurde er zum Regierungsassessor in Meseritz (Posen) ernannt. Hiernach war er in Arnsberg tätig. Von 1912 bis 1919 war Cuntze Landrat im Kreis Hattingen. Von 1913 bis 1919 saß er im Provinziallandtag der Provinz Westfalen. Von 1914 bis 1918 befand er sich im Kriegsdienst, zuletzt als Chef der Landesverwaltung in der Dobrudscha. 1919 wurde er Vortragender Rat im Reichswirtschaftsministerium. Von 1920 bis 1923 war er Ministerialrat und Ministerialdirigent im Reichsministerium für Wiederaufbau. 1924 wurde er Präsident des Reichskommissariats für Reparationslieferungen und 1927 Geschäftsführer der Deutschen Waggonbauvereinigung, 1929 auch der Deutschen Waggon-Industrie.